# Esisaari (ö i Finland)
Esisaari är en ö i Finland. Den ligger i Muonioälven och i kommunen Muonio i den ekonomiska regionen  Fjäll-Lappland  och landskapet Lappland, i den norra delen av landet, 900 km norr om huvudstaden Helsingfors. Öns area är 2,7 hektar och dess största längd är 430 meter i nord-sydlig riktning.